# Rodrigo Salinas Dorantes
Rodrigo Salinas Dorantes (Apizaco, Tlaxcala, 9 de mayo de 1988) es un exfutbolista mexicano, se desempeñó como lateral derecho.

## Trayectoria

### Inicios y Club Puebla
Rodrigo Salinas es canterano del Club Puebla, debutó en la Primera División de México en el Apertura 2008 contra el D. Toluca en la jornada 4, entrando de cambio en el segundo tiempo jugando 37 minutos. En ese mismo torneo juega 6 partidos, 2 de ellos de titular.
En el clausura 2009 participó en 17 de los 21 partidos jugados en ese torneo, donde el equipo logró calificar a la liguilla y llegó hasta semifinales, donde perdió ante Pumas de la UNAM en el último minuto del partido de vuelta. En el Apertura 2009, jugó 12 partidos de los 19, 8 de ellos como titular; en ese torneo logró calificar a cuartos de final perdiendo 7-6 contra Cruz Azul. En ese mismo torneo anotó su primer gol ante Club Querétaro.
En el Bicentenario 2010 participó en 15 partidos de los 17, 13 de ellos como titular, anotando 1 gol. Para el Apertura 2010 participó en 16 de los 17 partidos después de recibir una tarjeta roja en la jornada 4 ante Atlante, anotando 1 gol. Para el Clausura 2011, Salinas participó en todos los partidos del torneo y en 12 como titular. Al terminar el torneo, se rumoreó sería un refuerzo para el Club de Fútbol Monterrey, Pachuca y Tigres UANL, pero siguió en el mismo equipo.

### Monarcas Morelia
Para el torneo Apertura 2012 de la recién nombrada Liga MX, Salinas fue contratado por Monarcas Morelia.

### Club de Fútbol Pachuca
El 21 de mayo de 2014, se hace oficial el fichaje de Salinas al Club de Fútbol Pachuca siendo oficializado por Jesús Martínez en una conferencia de prensa, en compra definitiva convirtiéndose en el segundo refuerzo de cara al Apertura 2014, la transacción fue de 4 millones de dólares.

### Club Tijuana
El 2 de junio de 2015, se oficializa su traspaso al Club Tijuana en calidad de préstamo por 1 año con opción a compra, siendo el primer refuerzo de los Xolos de cara al Apertura 2015.

### Atlas Fútbol Club
El 10 de mayo de 2016, se oficializa el fichaje de Salinas al Atlas Fútbol Club en calidad de Préstamo por 1 año con opción a compra, convirtiéndose en el tercer refuerzo de cara al Clausura 2016.

### Deportivo Toluca Fútbol Club
El 3 de junio de 2017, se hace oficial su traspaso al Deportivo Toluca Fútbol Club en compra definitiva al Pachuca dueño de su carta, la transacción fue de 5 millones de dólares, convirtiéndose en el primer refuerzo de cara al Apertura 2017.

### Club de Fútbol Pachuca (Segunda Etapa)
Se anuncia el regreso del "striper" al C. F. Pachuca para el torneo Guardianes 2020 por un año con opción a compra.

## Selección nacional

### Selección absoluta
El 1 de noviembre de 2013, tras sus grandes actuaciones con el Monarcas Morelia, fue llamado por el técnico interino Miguel Herrera, para los partidos de repechaje de la Selección Mexicana contra la selección de Nueva Zelanda. Sin embargo no tuvo minutos de juego.

## Palmarés

### Campeonatos nacionales
| Título  | Equipo           | País   | Año  |
| ------- | ---------------- | ------ | ---- |
| Copa MX | Monarcas Morelia | México | 2013 |